# المرأة في إسبانيا
لطالما اعترف الإسبان المعاصرون أو شعب إسبانيا باستقلالية المرأة الإسبانية. وحين شارف القرن العشرون على الانتهاء، كانت إسبانيا قد شهدت تحولًا من الديكتاتورية الفاشية في إسبانيا الفرانكوية (1939- 1975)، والتي تضررت فيها حقوق المرأة بشدة، إلى مجتمع ديمقراطي أضحت فيه المساواة بين الجنسين مبدأ راسخًا لا تحيد عنها. وفي ظل أجواء المساواة هذه، تحسنت مكانة المرأة في المجتمع الإسباني تحسنًا ملحوظًا خلال العقود القليلة المنصرمة.

## دور المرأة الإسبانية في المجتمع
كانت القيم الإجتماعية والقانونية السائدة في فترة حكم الجنرال فرانكو تتبنى ميثاقًا أخلاقيًا يرسخ لمعايير صارمة مفروضة على السلوك الجنسي للمرأة الإسبانية (على خلاف الرجل)؛ كما كبلت حريتها في السعي وراء العمل واكتساب الخبرات العملية، ولكنها في المقابل أظهرت تبجيلًا واحترامًا لدور المرأة الإسبانية كزوجة والأهم من ذلك كأم، كما جرمت الطلاق وتحديد النسل والإجهاض ولكنها أباحت ممارسة البغاء.
بعد أن تنسمت إسبانيا أجواء الديمقراطية شهدت مكانة المرأة تغيرًا جذريًا. ولعل واحدًا من الشواهد المميزة لذلك هو التغير الذي طرأ على دورها في قوة العمل. ففي العالم الإسباني التقليدي كانت الفرص المتاحة أمام المرأة في سوق العمل شحيحة ونادرة. ولكن مع نهايات السبعينيات من القرن الماضي، بلغت نسبة النساء البالغات اللاتي طرقن سوق العمل 22 في المئة وهي نسبة أقل بعض الشيء من إيطاليا وإيرلندا. وبحلول عام 1984، زادت هذه النسبة لتصل إلى 33 في المئة، وهي نسبة تكاد تكون قريبة من إيطاليا وهولندا. ورغم أن نسبة المرأة العاملة لا تزال تشكل أقل من الثلث من إجمالي القوة العاملة، إلا أنه في بعض القطاعات الهامة مثل قطاع البنوك بلغت النسبة العُشر. وقد كشف استطلاع للرأي عام 1977 عما إذا كان مكان المرأة الطبيعي هو البيت؛ عن موافقة 22 في المئة فقط من الشباب على هذه المقولة مقارنة بنسبة 26 في المئة في بريطانيا، و30 في المئة في إيطاليا، و37 في المئة في فرنسا. وربما يتصور البعض أن العائق الأساسي الذي يقف حجر عثرة في طريق المرأة في سوق العمل هو الرأي العام ولكن هناك عدة عوامل أخرى مثل ارتفاع معدل البطالة وندرة وجود الوظائف بدوام جزئي. أما في مجال التعليم، فالنساء تسعى بخطى حثيثة لتحقيق المساواة أمام الرجال على الأقل من الناحية الإحصائية. وكيف لا وقد بلغت نسبة الإناث اللاتي التحقن بالتعليم الجامعي في عام 1983 46 في المائة. وهي النسبة الحادية والثلاثين الأعلى على مستوى العالم، والتي يمكن مقارنتها بسائر الدول الأوروبية الأخرى.
أثناء فترة حكم الجنرال فرانكو كان هناك جورًا كبيرًا في القوانين الإسبانية بحق المرأة المتزوجة. حيث حُرمت المرأة من ممارسة كافة النشاطات الاقتصادية تقريبًا، بما في ذلك الوظيفة، وملكية المقتنيات، أو حتى السفر للخارج دون موافقة الزوج والذي يشار إليه "permiso      marital أو "التصريح الزوجي". ومن صور الإجحاف الأخرى التي مورست ضد المرأة هي القوانين المتعلقة ببعض الجرائم مثل الخيانة الزوجية وهجر الأزواج والتي كانت تعريفاتها أقل صرامة بالنسبة للزوج مقارنة بالزوجة. وقبل وفاة فرانكو بفترة وجيزة شرع النظام في إجراء إصلاحات كبرى على هذه القوانين. ولا تزال هذه الإصلاحات مستمرة منذ ذلك الحين. إلى أن أُلغي "التصريح الزوجي" في عام 1975؛ وكذلك القوانين المتعلقة بالخيانة الزوجية والتي أُلغيت في عام 1978؛ أما قانون الطلاق فقد قُنن في عام 1981. وقد حمل العام نفسه بشائر التغيير، فقد طرأت بعض الإصلاحات على بعض جوانب القانون المدني لاسيما تلك التي تتعلق بالأوضاع المالية للأسرة.
بيد أنه في إسبانيا الفرانكوية كان لابد أن يكون الزواج وفق القانون الكنسي (أي بحكم اللوائح والقوانين الكاثوليكية الرومانية) حتى لو كان أحد الزوجين فقط كاثوليكيًا. الأمر الذي يعني أن كل الزيجات في إسبانيا لابد أن توافق عليها الكنيسة. ولما كانت الكنيسة تحرم الطلاق، فإن حل الزواج كان عسير المنال إلا من خلال عملية فسخ الزواج. والتي لا يمكن بلوغها إلا بعد المرور بسلسلة طويلة من الخطوات الإدارية الأمر الذي يعني أنه كان متاحًا للأغنياء فقط. وربما كانت هذه القيود هي أحد الأسباب الرئيسية لنتيجة الاستطلاع الذي أُجري عام 1975 والذي كشف عن تفضيل 71 في المئة من الإسبان لتقنين الطلاق؛ إلا أن التقدم نحو إقرار قانون الطلاق كان بطيئا وحافلًا بالصراعات؛ وربما يعزى السبب في ذلك إلى سيطرة المحافظين على مقاليد الحكم حتى عام 1982. إلا أنه في صيف عام 1981، أقر مجلس النواب الإسباني (وهو المجلس الأدنى في البرلمان الإسباني أو الكورتيس) أخيرًا على قانون الطلاق بعد تصويت نحو 30 نائبًا من اتحاد المركز الديمقراطي (اتحاد الوسط الديمقراطي أو اختصارًا UCD) في تحد واضح لتعليمات حزب المحافظين. ونتيجة لذلك، أقرت إسبانيا قانون الطلاق والذي يسمح بفسخ عقد الزواج في غضون عامين من الانفصال القانوني للزوجين. ومع ذلك، القول بأن قانون الطلاق الجديد قد فتح الباب على مصراعيه أمام حالات الطلاق لا يخلو من مبالغة. ففي الفترة ما بين وقت سريان القانون في مطلع شهر سبتمبر 1981، ونهاية عام 1984 لم يتجاوز عدد الأزواج الذين رغبوا في إنهاء زيجاتهم سوى 69.000 زوج وزوجة، ليتراجع الرقم في عامي 1983 و1984. واللافت للنظر أن عدد حالات الطلاق في إسبانيا في عام 1981 قبل وقت سريان القانون كان أكثر من ذلك.
ورغم هذه المكاسب الهامة التي أحرزتها المرأة الإسبانية، إلا أن هناك مراقبين قد توقعوا أنه مازال أمام المرأة كفاحًا طويلًا من عدة جبهات لابد من خوضه كي تحصل على حقوقها المساوية للرجل. فعلى سبيل المثال، وحتى وقت قضية عام 1987، لم تبت المحكمة العليا الإسبانية بأن ضحية الاغتصاب غير مضطرة لإثبات مقاومتها للمعتدي لكي يتم التحقق من صحة ادعائها. ذلك أنه حتى أحداث هذه القضية الهامة، كان مقبولا بصفة عامة أن تتحمل ضحية الاغتصاب -على عكس القضايا الأخرى- عبء تقديم الأدلة على أنها قاومت المعتدي «مقاومة مستميتة» وذلك حتى تثبت أنها لم تغر المعتدي أو أنها شجعته بطريقة ما ليعتدي عليها.
لقد شهد دور المرأة طفرة ملحوظة في الأعوام الأخيرة في إسبانيا. وخاصة في السياسة وأيضًا في سوق العمل وغيرها من شتى المناحي العملية الأخرى. وقد ألغت القوانين الجديدة أي أثار للتمييز بين الجنسين إلى درجة أن البعض يعتبرها تمييزًا إيجابيًا. إلا أن الجانب المحافظ من المجتمع لا يزال منغمسًا في ثقافة الماتشو أو الثقافة الذكورية.  حتى والأمر كذلك، فإن المرأة الإسبانية سرعان ما أصبحت ندًا لنظيرتها من الدول الأوروبية، وأصبحت نظرة الأجيال الجديدة لتلك الثقافة الذكورية هي أنها ثقافة عفا عليها الزمن.
تتلقى المرأة الإسبانية راتبًا أقل 13% من الرجل في القطاعات الحكومية وأقل 19% في القطاعات الخاصة. وبالنسبة لصورة المرأة في وسائل الإعلام فتبدو أنها بنفس القدر من القوة والكفاءة مع الرجل، أما في أدوارها التقليدية كزوجة وأم فهي لم تزل خاضعة للرجل.

## الحياة العائلية
كما خضع المجتمع كله لتحولات كبيرة، خضعت منظمة الحياة الأسرية. فقد سمح تحرر المناخ السياسي بتكوين أسرة بديلة أو ابتدائية (مجموعة عائلية تتكون من والدين وأطفالهما (واحد أو أكثر). في منتصف التسعينيات، كانت لا تزال تُعتبر المعاشرة (تعايش على طريقة الأزواج) في إسبانيا ظاهرة «هامشية»، لكن بعد التسعينيات، ازدادت المعاشرة بشكل كبير؛ في عام 2015، كان 44.4 ٪ من الولادات خارج إطار الزواج. كما تغيرت وجهات النظر حول الأسرة التقليدية. في دراسة القيم الأوروبية (EVS) لعام 2008، كانت النسبة المئوية للمستجيبين الإسبان الذين وافقوا على التأكيد بأن «الزواج مؤسسة عفا عليها الزمن» 31.2 ٪. في عام 2005، شرعت إسبانيا زواج المثليين.
في الوقت الحالي، لدى إسبانيا أحد أقل معدلات المواليد والخصوبة (القدرة الطبيعية لإنتاج النسل) في العالم، إلى حد تعيق بشدة معدلات استبدال السكان. وجود واحد أو اثنين من الأطفال في كل أسرة عُد الأكثر شيوعًا، وأخذ عمر الآباء أو الوالدين في ازدياد. يمكن للهجرة (الهجرة هي الحركة الدولية للأشخاص إلى بلد المقصد بحيث لا يكونوا من مواطنيه أو لا يحملون الجنسية من أجل الاستقرار أو الإقامة هناك) فقط أن تحقق التوازن في مثل هذا الموقف، مع دمج قيم وأنماط حياة جديدة في المجتمع الإسباني في وقت واحد. اعتبارًا من عام 2015، كان معدل الخصوبة الإجمالي في إسبانيا 1.49 طفل/ مولود لكل امرأة، وهو أقل من معدل الاستبدال.

## العنف ضد المرأة
بعد سقوط نظام فرانكو، اتخذت إسبانيا العديد من الخطوات لمعالجة مسألة العنف ضد المرأة. قضت المحكمة العليا في عام 1992 بأن الجنس في أثناء الزواج يجب أن يكون بالتراضي وأن الحياة الجنسية في الزواج يجب أن تُفهم في ضوء مبدأ الحرية في اتخاذ القرارات الخاصة بالنشاط الجنسي؛ وبذلك، أيدت إدانة رجل وُجد أنه مذنب باغتصاب زوجته أمام  أو من قبل محكمة استئنافية (ابتدائية). في عام 2004، سُن القانون الأساسي 1/2004 المؤرخ 28 كانون الأول/ ديسمبر بشأن تدابير الحماية المتكاملة لمكافحة العنف ضد المرأة.
اندلعت العديد من الاحتجاجات في جميع أنحاء إسبانيا، وذلك بسبب الحكم في عام 2018 بشأن امرأة تبلغ من العمر 18 عامًا اعتُدي عليها في مهرجان لمصارعة الثيران في بامبلونا. تعرضت للاغتصاب الجماعي من قبل خمسة رجال. سجل الرجال الهجوم على هاتفها، سرقه أحد الرجال، وهو ضابط شرطة عسكري. أشار الرجال إلى أنفسهم باسم «مانادا»، وهي كلمة تشير إلى مجموعة من الذئاب. وقد ادعت الحركة النسائية وجماعات حقوق المرأة كون هذه الكلمة مصطلحًا لشرح أحد جوانب «الشعور بالرجولة» في المجتمعات الإسبانية واللاتينية. أُدين الرجال بالاعتداء وحُكم عليهم بالسجن لمدة تسع سنوات، بدلاً من مقاضاتهم بالاغتصاب، الأمر الذي كان من شأنه أن يؤدي إلى السجن لمدة 23 عامًا. بالإضافة إلى ذلك، كان يتعين عليهم دفع 50 ألف يورو (60,600 دولار أمريكي). كان على ضابط الشرطة العسكرية دفع 900 يورو إضافية لتحل محل هاتفها المحمول. يعتقد الكثير من الناس، لا سيما الناشطات في مجال حقوق المرأة والحركات النسائية، أنه كان ينبغي إدانتهم بالاغتصاب.

## يوم المرأة العالمي
في اليوم العالمي للمرأة في عام 2018، كان هناك أكثر من 250 مظاهرة في جميع أنحاء إسبانيا. طلبت بعض المجموعات النسوية من النساء عدم إنفاق المال وعدم القيام بالأعمال المنزلية خلال اليوم كضريبة (إضراب عن العمل) منزلية. في منتصف الليل، تجمعت مئات النساء في بويرتا ديل سول في مدريد، حيث خبطن الأواني والمقالي وهتفن بشعارات حقوق المرأة. دُعمت الاحتجاجات من قبل عشر نقابات، والتي كانت في إضراب لمدة 24 ساعة. دعت العديد من النقابات الأخرى إلى التوقف عن العمل لمدة ساعتين. تعطل نظام المترو في مدريد بشدة. جرت تغطية الإضراب من قبل مذيعي الأخبار، ولكن المذيعات الأكثر شهرة كانوا بعيدًا عن العمل. غادرت المشرّعات ذات الميول اليسارية برلمان فالنسيا مع لافتات على كراسيهن كتب عليها «أنا أتوقف».

## وصلات خارجية
- Women in Spain The usual amount الإيكونومست.
- إسبانيا, Cultural Etiquette, Global Portal for Diplomats, eDiplomat